# Cécile Pieper
Cécile Pieper (* 31. August 1994 in Heidelberg) ist eine deutsche Hockey-Nationalspielerin. 

## Karriere
Cécile Pieper begann beim HC Heidelberg mit dem Hockeyspiel. 2011 wurde sie mit dem Mannheimer HC Feldhockey-Meisterin in der A-Jugend, 2016 gewann sie mit dem Mannheimer Team die deutsche Hallenmeisterschaft. 
Im Jahr 2018 studierte sie für ein Semester an der University of Connecticut. Seit 2019 spielt sie für HOC Gazellen Combinatie in den Niederlanden und verlegte ihren Lebensmittelpunkt nach Den Haag.
Seit 2009 spielte sie auch in den deutschen Nationalmannschaften der verschiedenen Altersklassen, 2011 belegte sie mit der Auswahl des Deutschen Hockey-Bundes den zweiten Platz bei der U18-Europameisterschaft. Nachdem sie am 11. November 2013 in der A-Nationalmannschaft debütierte, belegte sie mit dem Nationalteam den siebten Platz in der FIH Hockey World League. 2014 unterlag sie bei der Europameisterschaft im Hallenhockey erst im Finale dem Team aus den Niederlanden. 2015 erreichte sie mit der deutschen Nationalmannschaft durch einen Sieg über Spanien den dritten Platz bei der Europameisterschaft im Freien. Bei den Olympischen Spielen 2016 in Rio de Janeiro gewann sie mit der deutschen Mannschaft das Spiel um die Bronzemedaille gegen Neuseeland. Dafür wurde sie am 1. November 2016 mit dem Silbernen Lorbeerblatt ausgezeichnet.
2018 gewann Cécile Pieper mit der deutschen Mannschaft den Titel bei der Hallenhockey-Weltmeisterschaft 2018 in Berlin. Sie erreichte sowohl bei der Europameisterschaft 2019 in Antwerpen als auch bei der Europameisterschaft 2021 in Amsterdam den zweiten Platz hinter den Niederländerinnen. Im Mai 2021 wurde sie für die Olympischen Spiele in Tokio nominiert. Bei den Olympischen Spielen in Tokio belegte die deutsche Mannschaft den zweiten Platz in der Vorrunde. Im Viertelfinale schieden die Deutschen mit 0:3 gegen die Argentinierinnen aus. 2022 belegte Pieper mit der deutschen Mannschaft den vierten Platz bei der Weltmeisterschaft. Bei der Hallenhockey-Europameisterschaft in Hamburg siegte die deutsche Mannschaft im Finale mit 5:4 gegen die Niederländerinnen. Im Jahr darauf wurde die Mannschaft Dritte bei der Europameisterschaft 2023 in Mönchengladbach. Bei den Olympischen Spielen 2024 in Paris war Pieper mit einer P-Akkreditierung dabei und wurde einmal eingesetzt.
Cécile Pieper bestritt bis zum 12. Juni 2024 205 Länderspiele, davon 19 in der Halle.

## Privates
Pieper studierte Psychologie an der Universität Mannheim.

## Auszeichnungen
- Trägerin des Silbernen Lorbeerblattes